# Mohelnice (okres Plzeň-jih)
Obec Mohelnice (německy Mohelnitz) se nachází v okrese Plzeň-jih, kraj Plzeňský. Žije zde 70 obyvatel.

## Historie
První písemná zmínka o obci pochází z roku 1552.

## Obecní správa
V letech 1961–1991 k obci patřily Čmelíny, Třebčice a Víska.